# اگنس بالتسا
اگنس بالتسا (انگلیسی: Agnes Baltsa؛ زادهٔ ۱۹ نوامبر ۱۹۴۴) همچنین شناخته شده به عنوان آگنس بالسا; متولد ۱۹ نوامبر ۱۹۴۴) یک خواننده متزوسوپرانو برجسته یونانی‌ها است.

## زندگی
بالسا در لفکادا متولد شد. او از هفت سالگی شروع به نواختن پیانو کرد، و سپس در سال ۱۹۵۸ به آتن منتقل شد تا تمرکز بیشتری بر روی آواز داشته باشد. او در سال ۱۹۶۵ از کنسرواتوار ملی یونان فارغ‌التحصیل شد و سپس به مونیخ رفت تا به تحصیل خود را در یک بورسیه ماریا کالاس ادامه دهد.

## حرفه
بالسا نخستین بار در سال ۱۹۶۸ در نقش چروبینو در عروسی فیگارو در اپرای فرانکفورت ظاهر شد، و سپس در سال ۱۹۷۰ در نقش اکتاویان در Der Rosenkavalier در اپرا دولتی وین ظاهر شد. تحت هدایت هربرت فون کارایان، او به یک عضو منظم جشنواره معتبر جشنواره زالتسبورگ تبدیل شد. او در سال ۱۹۸۰ به عنوان کامرسنگرین (خواننده افتخاری) در اپرای دولتی وین منصوب شد.

## آثار
بهترین اجراهای او شامل نقش کارمن در اپرای ژرژ بیزه است که او بارها این نقش را با تِنورهای برجسته‌ای چون خوزه کارراس، Neil Shicoff و دیگران اجرا کرده است. او همچنین آثار ولفگانگ آمادئوس موتسارت (به ویژه همه زن‌ها اینگونه‌اند), جواکینو روسینی (آرایشگر سویل, سیندرلا (اپرا), Semiramide, دختر ایتالیایی در الجزایر), پیترو ماسکانی (غیرت روستایی (اپرا)), کامی سن-سانس (Samson et Dalila), جوزپه وردی (آیدا (اپرا), نیروی سرنوشت, تروبادور (اپرا), دون کارلوس), وینچنتزو بلینی (I Capuleti e i Montecchi), ژاک افنباخ (افسانه‌های هافمن) و گائتانو دونیزتی (Il Campanello, Maria Stuarda) را اجرا کرده است.
او در فیلم اتریشی Duett در سال ۱۹۹۲ بازی کرد و نقش یک خواننده اپرا را ایفا نمود.
در سال ۲۰۱۷، او نقش کلیتم نسترا را در اپرای ریشارد اشتراوس به نام الکترا (اپرا) در اپرای ملی یونان و در محل جدید این اپرا در مرکز فرهنگی بنیاد استاورو نیارخوس اجرا کرد.

## جوایز
وی همچنین برندهٔ جوایزی همچون جایزه گرمی برای بهترین ضبط اپرا شده است.